# Gouripur
Gauripur är en ort och underdistrikt i Bangladesh. Den ligger i den centrala delen av landet, 120 km norr om huvudstaden Dhaka.
Trakten runt Gouripur består till största delen av jordbruksmark. Runt Gouripur är det mycket tätbefolkat, med 1 221 invånare per kvadratkilometer.